# Gare d’Ozoir-la-Ferrière
Gare d’Ozoir-la-Ferrière vasútállomás és RER állomás Franciaországban, Ozoir-la-Ferrière településen.

## Vasútvonalak
Az állomást az alábbi vasútvonalak érintik:
- Párizs–Mulhouse-vasútvonal

## Kapcsolódó állomások
A vasútállomáshoz az alábbi állomások vannak a legközelebb:
- Gare de Roissy-en-Brie (Nanterre – La Folie, RER E)
- Gare de Gretz-Armainvilliers (Gare de Tournan, RER E)

## Lásd még
- Franciaország vasútállomásainak listája
- A RER állomásainak listája